# Église Saint-Gabriel de Davidovac
Pour les articles homonymes, voir Église Saint-Gabriel.
L'église Saint-Gabriel de Davidovac (en serbe cyrillique : Црква Св. Арханђела Гаврила у Давидовцу ; en serbe latin : Crkva Sv. Arhanđela Gavrila u Davidovcu) est une église orthodoxe serbe située à Davidovac, dans la municipalité de Paraćin et dans le district de Pomoravlje en Serbie. Elle est inscrite sur la liste des monuments culturels protégés de la république de Serbie (identifiant no SK 348).